# Romance of the Three Kingdoms (игра)
Romance of the Three Kingdoms (яп. 三國志 Сангокуси:, букв. «Записи о Трёх царствах») — компьютерная игра в жанре пошаговой стратегии, разработанная и выпущенная японской компанией Koei в 1985 году для NEC PC-8801. Позже вышли версии для Amiga, FM-7, MS-DOS, MSX, NEC PC-98, Nintendo Entertainment System, Sharp X1, Sharp X68000 и Super Nintendo Entertainment System. Первая часть одноимённой серии.
Игра основана на историческом периоде в истории древнего Китая, известном как Эпоха Троецарствия (220—280 гг.).

## Игровой процесс
Игра содержит 5 исторических сценариев, которые охватывают разные, следующие друг за другом временные периоды. Действие игры происходит на карте, разделённой на 58 провинций. Цель игры — объединить Китай, отыгрывая роль одного из многочисленных военачальников, путем военных действий, управления экономикой и дипломатии.

## Разработка и выпуск
Автором игры является основатель Koei и создатель Nobunaga's Ambition Ёити Эрикава (также известный под псевдонимом Коу Сибусава). Основным вдохновением Эрикава назвал романы Эйдзи Ёсикавы, мангу Sangokushi Мицутэру Ёкоямы и многосерийный кукольный телеспектакль производства компании NHK. Разработкой занималось более 12 человек, а всего на её разработку ушло более года.
Игра была выпущена в Японии под названием «Сангокуси» 10 декабря 1985 года для персональных компьютеров PC-8801mk2SR. В 1986 году вышли версии для других японских компьютеров: PC-9801 и FM-16β (30 апреля), X1turbo (12 июня), а также для FM-7 и MSX. В 1987 году игра стала доступна для пользователей MSX2. В июне 1988 года игра вышла на английском языке в США для под названием Romance of the Three Kingdoms для IBM-PC-совместимый компьютеров под управлением MS-DOS. В октябре того же года вышел порт для игровой приставки Nintendo Famicom в Японии и для её аналога Nintendo Entertainment System в США . 9 декабря игра вышла для японских компьютеров Sharp X68000. В 1989 году в США вышла версия Romance of the Three Kingdoms для компьютеров Amiga.
В декабре 2016 года оригинальная версия игры для персональных компьютеров стала доступна в службе цифровой дистрибуции Steam в рамках серии «Архивы Коу Сибусавы».

### Ремейки
12 августа 1994 года Koei выпустили ремейк Romance of the Three Kingdoms под названием «Супер Сангокуси» (яп. スーパー三國志) для приставки Super Famicom. В ремейке была обновлена графика и добавлен режим сражений один на один.
В 1996 году вышел новый ремейк игры для компьютеров Macintosh и персональных компьютеров под управлением Windows 95, получивший название «Сангокуси возвращается» (яп. 三國志リターンズ). 31 января 1997 года ремейк был выпущен для приставок Sega Saturn, а 20 марта для PlayStation. В этой версии была использована трёхмерная графика и были добавлены внутриигровые видеоролики.

## Отзывы
Обозреватель британского журнала The Games Machine поставил игре 91% и охарактеризовал её как «по-настоящему серьёзную стратегическую игру с глубиной и поражающей исторической основой».
Эван Брукс из журнала Computer Gaming World поставил игре оценку 3+ из пяти возможных и обратил внимание на её схожесть с выпущеной Koei ранее игрой Nobunaga's Ambition. При этом он отметил, что Romance of Three Kingdoms в еще большей степени, чем её предшественница, развивает элементы ролевой игры. Игра получила от издания награду «лучшая стратегия года».
Обозреватель журнала Nintendo Power поставил версии для Nintendo Entertainment System 3 балла из пяти. Он также отметил схожесть игры с Nobunaga's Ambition .
Посвященный компьютерами Sharp журнал Oh!Mz поставил Romance of the Three Kingdoms на второе место в списке лучших игр 1986 года. Игра уступила Wizardry.